# Amphiura rathbuni
Amphiura rathbuni is een slangster uit de familie Amphiuridae.
De wetenschappelijke naam van de soort werd in 1914 gepubliceerd door René Koehler.